# Mănăstirea Sinaia
Mănăstirea Sinaia este un așezământ ortodox din Sinaia, județul Prahova. Mănăstirea Sinaia este inclusă în Lista monumentelor istorice din România, având codul de clasificare PH-II-a-A-16691.

## Istoric
În ziarul Tribuna Poporului, anul VII, nr 99, 17 iunie 1903, ce apărea la Arad, se publica următoarea informație:
Mănăstirea Sinaia a fost zidită la 1695 de marele spătar Mihai Cantacuzino, fiul postelnicului Constantin, și numită de Dositei, Patriarhul Ierusalimulul, „Mănăstirea Buceagul”. Numirea de Sinaia a dat-o mănăstirei spătarul Cantacuzino, după cum se vede din „actul de fondațiune”:
„Am zidit din temelie și am înălțat un schițișor, numindu-se Sinaia, după asemănarea Sinaiei cei mari și după-cum arată și Patriarchul Țarigradului Gavriil (1702), pe care Sinaia au numit-o bine făcând, îndemnându-se de multă dragoste și cucernicie ce avea către sfântul și de Dumnezeu umblatul muntele Sinaiei”.
Pentru pelerinii care vin să viziteze Perla Carpaților, stațiunea montană Sinaia, cel puțin trei obiective merită întreaga atenție: Munții Bucegi, Castelul Peleș și Mănăstirea Ortodoxă Sinaia. Mănăstirea Sinaia, supranumită „Catedrala Carpaților”, situată într-un cadru natural feeric, datează din secolul al XVII-lea și reprezintă identitatea istorică a orașului, fiind prima construcție pe acest teritoriu. Fondatorul Mănăstirii Sinaia este spătarul Mihai Cantacuzino care împreună cu mama sa, Elena și cu sora sa Stanca, a făcut un pelerinaj la Locurile Sfinte (Ierusalim, Nazaret etc.), ajungând cu această ocazie la Muntele Sinai unde s-a rugat în Mănăstirea Sfânta Ecaterina. Impresionat de cea ce a văzut, s-a hotărât ca la întoarcerea în Țara Românească să construiască în munții românești și să închine Sfintei Fecioare Maria, o mănăstire care să poarte numele Muntelui Sinai și aceasta este Mănăstirea Sinaia. Importanța Muntelui Sinai ține de istorie și tradiția biblică, aici Moise primind tablele legii cu cele zece porunci.

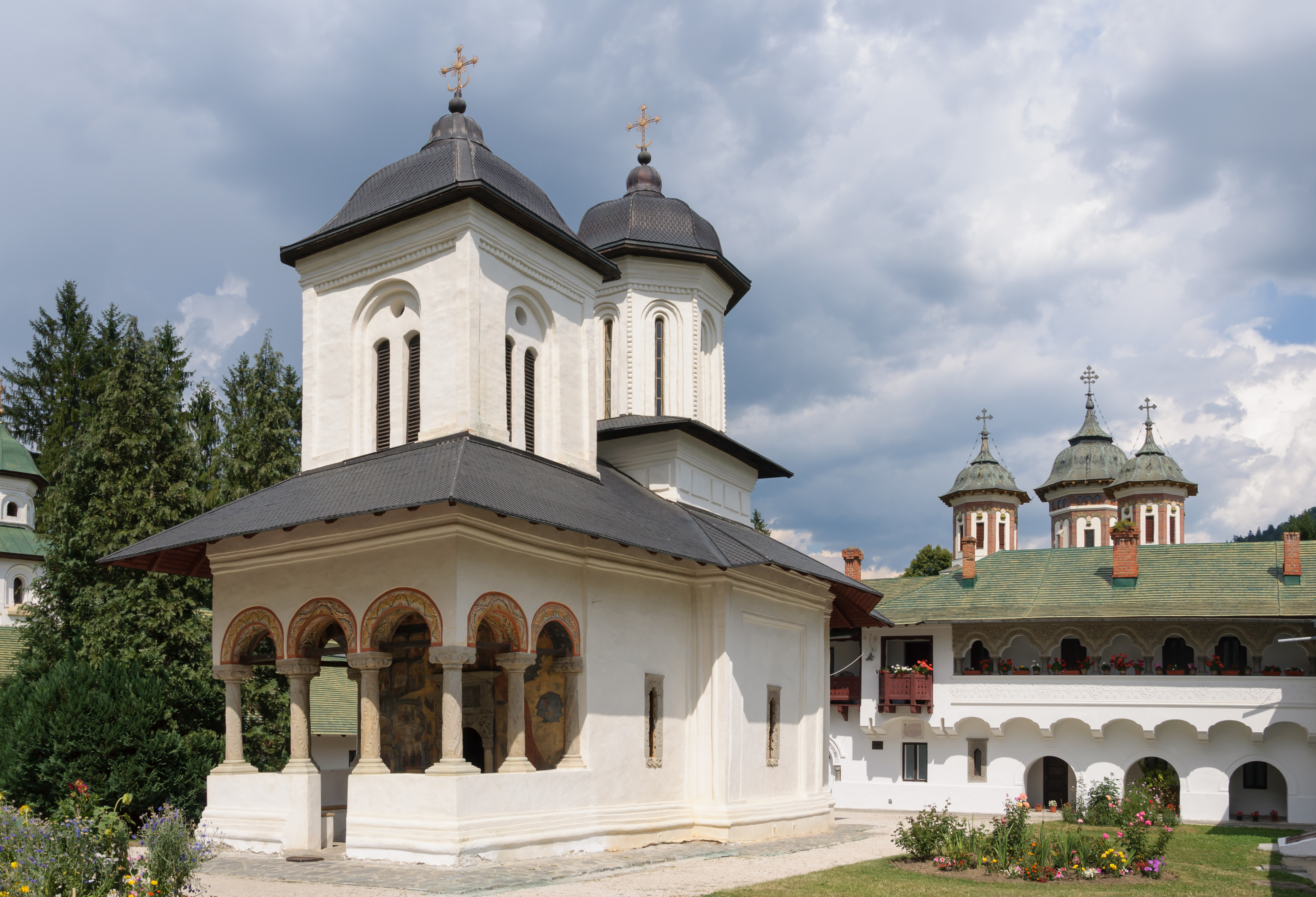
Biserica veche a Mănăstirii Sinaia

La început mănăstirea a fost construită astfel încât să adăpostească doisprezece călugări (după modelul Mântuitorului Iisus Hristos care și-a ales doisprezece apostoli), dar cu timpul numărul acestora a crescut, fiind necesară construirea unei alte biserici mai mari și a unor chilii suplimentare. Noile construcții (ceea ce se numește astăzi „curtea nouă”), au fost realizate între anii 1842-1846, prin grija starețului Ioasaf și Paisie. Datorită poziției sale strategice, Mănăstirea Sinaia a cunoscut numeroase invazii turcești și austriece, care au distrus parțial mănăstirea.
La Mănăstirea Sinaia nu se regăsesc doar trei sute de ani de istorie, ci un adevărat muzeu de artă și de spiritualitate românească. Vechea biserică este construită în stilul brâncovenesc, arhitectură caracteristică Țării Românești, stil ce poartă numele Sf. voievod Constantin Brâncoveanu (martirizat, la Constantinopol, de turci în 1714). Acest stil, de influență barocă, are drept caracteristici coloanele sculptate în piatră și ornate cu motive florale și vegetale (floare de crin, frunză de stejar etc.). În general bisericile ortodoxe sunt formate din pronaos, naos și altar, iar stilul brâncovenesc adaugă acestora trei încăperi pe cea de a patra, sub forma unei camere deschise susținută de coloane, pridvorul. 
Deosebit de impozant este portalul bisericii, care este sculptat, reprezentând la dreapta pe Moise cu Tablele Legii, și în partea stângă pe fratele lui, Aaron, cu toiagul înfrunzit. La mijlocul portalului se găsește stema familiei fondatoare - familia Cantacuzino - vulturul bicefal ce ține în gheare semnele imperiale ale puterii: sceptrul și crucea. Pictura din pridvor și naos este cea originală, realizată de Pârvu Mutu Zugravul, pictorul preferat al Cantacuzinilor.
Cupola pridvorului este pictată cu scene din viața Sfintei Ecaterina (ocrotitoarea mănăstirii de la Muntele Sinai), din viața Sfântului Gheorghe (protectorul Moldovei și al militarilor) și a Sfântului Dumitru (ocrotitorul Țării Românești). Pronaosul este dominat de tablou votiv care îl reprezintă pe fondatorul Mănăstirii, Mihai Cantacuzino, înconjurat de cei optsprezece copii (mulți dintre ei fiind adoptați), de prima și a doua soție, precum și de alți membri ai familiei Cantacuzino, începând cu Neagoe Basarab (1512-1521), apoi Radu Șerban, Constantin Șerban, Constantin Cantacuzino, domnitorul Șerban Cantacuzino (pictat cu o coroană pe cap și cu crucea în mână ca cel carte a trecut deja la cele sfinte), și alții. De remarcat că pictorul Pârvu Mutu Zugravul, în măiestria lui, a reușit să transmită cu multă fidelitate mesajul fondatorului, acela al „milei creștine” (în aproape toate scenele iconografice personajele sunt pictate cu mâna întinsă). Într-un document al epocii, Mihai Cantacuzino consemna: Iubește și miluiește pe aproapele tău, cercetează pe cel bolnav și sărac și adăpostește în casa ta pe cel oropsit. De remarcat și faptul că el este cel care a construit primul spital în Țara Românească - Spitalul Colțea, în București, și că toată viața sa a încurajat operele caritabile.
Dintre ctitoriile lui Mihai Cantacuzino se mai pot aminti: Biserica și spitalul Colțea, Biserica Fundenii Doamnei din București, Schitul Titireciu din Oltenia, o biserică la Râmnicu Sărat etc.
Mănăstirea Sinaia are de asemenea un frumos paraclis, care datează din aceeași perioadă - 1695. Paraclisul este o mică biserică, o capelă, specifică mănăstirilor și reședințelor episcopale sau mitropolitane unde se desfășoară slujbe zilnice. Arhitectura sa joasă, precum și pictura sa originală înnegrită de trecerea timpului, creează fiorul religios al catacombelor primelor secole ale creștinismului. În cea ce privește mesajul dogmatic și istoric al picturii se cuvine menționată originalitatea sa, mai ales în pronaos unde, asemenea unor clișee de film, sunt prezentate ultimele momente din viața pământească a Mântuitorului Iisus Hristos:
- Trădarea lui Iuda;
- Prinderea lui Iisus în Grădina Ghetsimani;
- Judecata lui Iisus de către cei doi judecători ai Sinedriului evreiesc, Ana și Caiafa;
- Judecarea și condamnarea la moarte de către guvernatorul roman Pontiu Pilat;
- Biciuirea;
- Drumul Crucii către Golgota Răstignirii;
- Răstignirea între cei doi tâlhari.

Sarcofagul lui Take Ionescu la Mănăstirea Sinaia, operă a sculptorului Emil Wilhelm Becker, monument istoric

Tot în curtea vechii mănăstiri, lângă paraclis, se găsește cavoul lui Tache Ionescu, prim-ministru în perioada Primului Război Mondial, care a avut un rol foarte important în unirea țărilor române după război. Fiind bolnav, s-a vindecat la Mănăstirea Sinaia, lăsând prin testament dorința de a fi îngropat la mănăstirea unde s-a însănătoșit. Alături de sarcofagul său se găsește bustul celei de-a doua soții, Adina, bust sculptat în marmură albă de sculptorul italian Roscitano, la Roma, în septembrie 1926.
Așezată în incinta nouă și închinată Sfintei Treimi, Biserica mare a fost construită din piatră și cărămidă între anii 1842-1846 prin străduința călugărilor care locuiau aici.
Deteriorată de mai multe ori, ea a fost parțial reconstruită între anii 1893-1903 și renovată complet după planul arhitectului George Mandrea. Pictura în ulei a fost executată pe fond de aur mozaicat, în stil neobizantin, de pictorul danez Aage Exner. Acesta a realizat o sinteză a culturii arhitecturale religioase românești, o biserică cu ziduri groase și contraforți puternici, caracteristice mănăstirilor din Moldova pe care a grefat elementele specifice ale stilului brâncovenesc din Țara Românească. Un brâu de ceramică smălțuită de culoare verde, format din trei linii răsucite din loc în loc, înconjoară exteriorul bisericii; este simbolul unității Sfintei Treimi într-un singur Dumnezeu, precum și a celor trei principate românești, Transilvania, Moldova și Țara Românească, unite într-o singură țară: România.
Tabloul votiv din biserica mare ne prezintă cinci personaje: Mitropolitul Primat Iosif Gheorghian care a resfințit biserica în 1903, Regele Carol I reprezentat în costum de ofițer, mâna stângă sprijinind-o pe o coloana de piatră căreia îi lipsește un colț (aluzie la regatul României de unde lipseau Bucovina, Basarabia și Transilvania), Regina Elisabeta (cu pseudonimul de poet Carmen Sylva), ținând de mână pe Principesa Maria (singurul lor copil mort la o vârstă fragedă), ultimul din tablou fiind spătarul Mihai Cantacuzino.

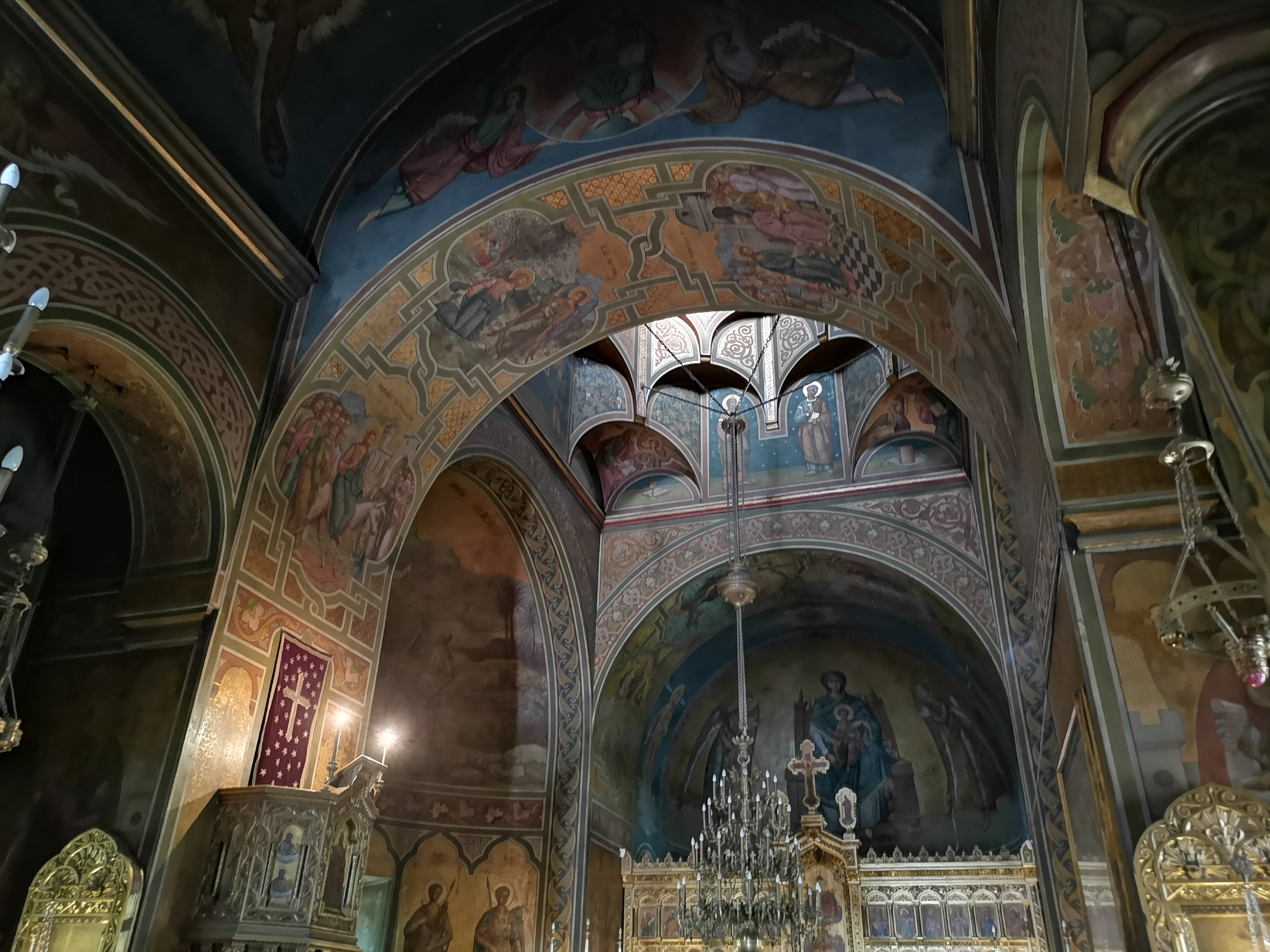
Interiorul Bisericii Noi

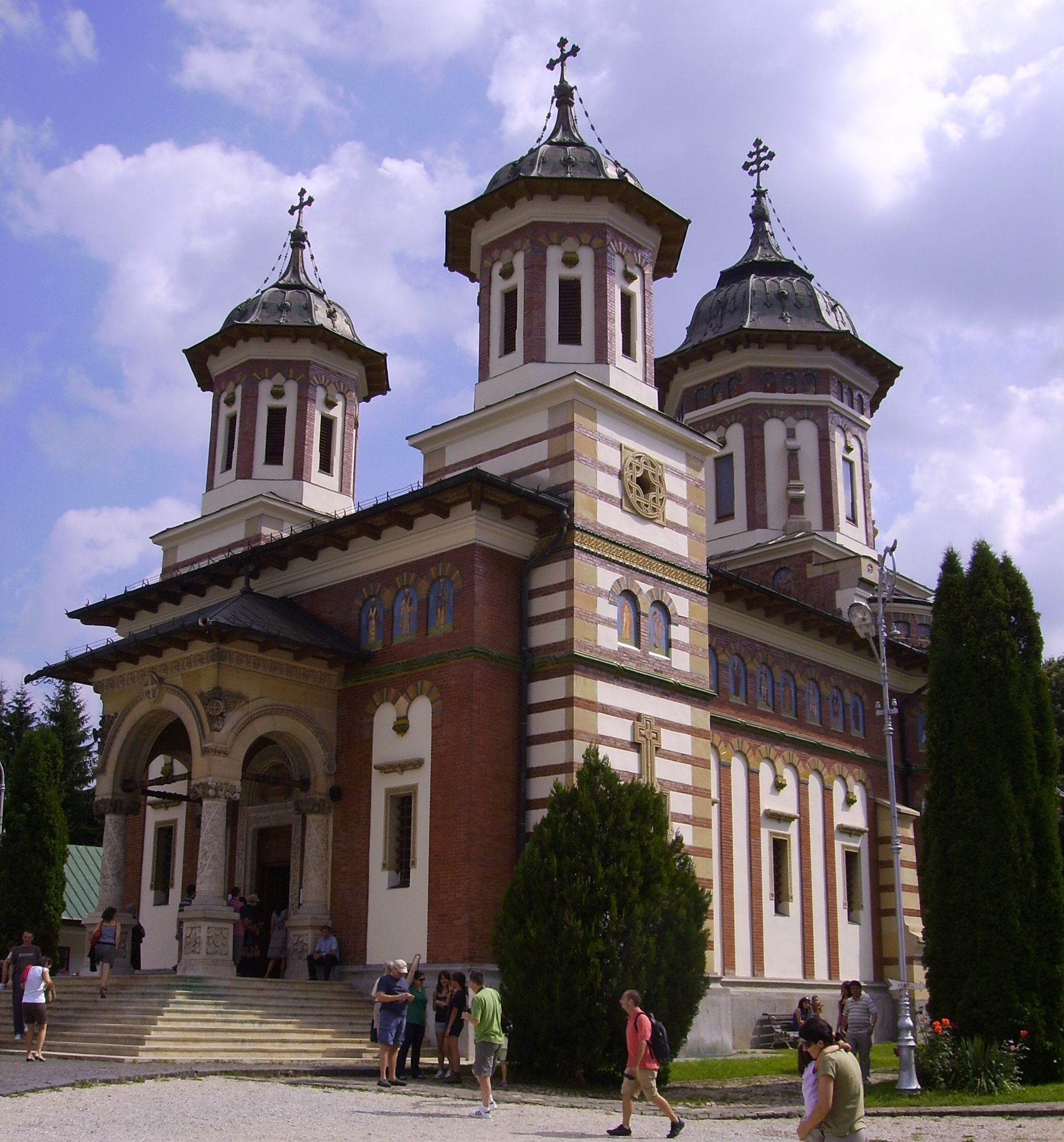
Biserica nouă

În biserică există una din cele mai remarcabile piese din Mănăstirea Sinaia: epitaful executat de Ana Roth. Este lucrat cu acul și cu fir de aur și mătase colorată pe pânza de bumbac. Confecționarea acestuia a durat trei ani (1897-1900), iar epitaful respectiv este înregistrat în catalogul U.N.E.S.C.O..
În naos se găsesc scaunele rezervate familiei regale unul cu blazonul regal și emblema Nihil sine Deo (Nimic fără Dumnezeu), și cel al reginei Elisabeta având încrustate inițialele E.D. (Elisabeta Doamna).
Prin grija Regelui Carol I, biserica mare a Mănăstirii Sinaia a fost înzestrată cu energie electrică, fiind prima biserică și mănăstire ortodoxă din România care a fost electrificată. 
Familia regală a locuit în timpul vacanțelor la Sinaia, la mănăstire o perioadă de 11 ani, începând cu 1871. După mutarea lor la castel, când s-au sărbătorit 200 de ani de la fondarea mănăstirii s-au amenajat în aceste spații (vechi reședințe regale) un muzeu religios care funcționează și astăzi și care a fost primul muzeu religios românesc.
Muzeul mănăstirii conține obiecte de cult, prima Biblie tradusă și tipărită în romănă la București (prin grija domnitorului Șerban Cantacuzino, în 1688) și o superbă colecție de icoane.
Pentru cei pasionați de arta religioasă se poate menționa că la Mănăstirea Sinaia se găsesc cinci tipuri de cruci: crucea lui Ștefan cel Mare (care se găsește pe cupola vechii biserici), crucea grecească (cu brațe egale și care se găsește deasupra intrării în biserica mare), crucea latină (cu brațe inegale pe turnurile pronaosului marii biserici), crucea slavă (de inspirație barocă, cu mai multe brațe orizontale, pe cupola centrală a marii biserici) și soarele înscris într-o cruce latină (pe turnul clopotniței).
În ciuda faptului că Mănăstirea Sinaia este rezultatul unei evoluții de trei secole, ea păstrează totuși o unitate remarcabilă.
Fiind prima construcție în această zonă, ea reprezintă și certificatul de naștere al orașului Sinaia, oraș care se va dezvolta mai târziu, după anii 1900. În ultimii ani au fost realizate lucrări de restaurare ale bisericii vechi a mănăstirii (restaurarea picturii, repararea acoperișului etc.).